# Lei Orgânica do Distrito Federal (Brasil)
A Lei Orgânica do Distrito Federal foi promulgada em 8 de junho de 1993 pela Assembleia Constituinte Distrital, sendo a lei político-jurídica maior no âmbito do Distrito Federal brasileiro, sob a Constituição Nacional e Leis do Congresso Nacional.

## História
Por previsão expressa na Constituição brasileira de 1988 o Distrito Federal se rege por Lei Orgânica cuja competência de elaboração e promulgação é da Câmara Legislativa do Distrito Federal. A promulgação em ato solene foi feita no dia 8 de junho de 1993 e publicado no Diário Oficial do Distrito Federal em 9 de junho de 1993.

## Preâmbulo
“Sob a proteção de Deus, nós, Deputados Distritais, legítimos representantes do povo do Distrito Federal, investidos de Poder Constituinte, respeitando os preceitos da Constituição da República Federativa do Brasil, promulgamos a presente Lei Orgânica, que constitui a Lei Fundamental do Distrito Federal, com o objetivo de organizar o exercício do poder, fortalecer as instituições democráticas e os direitos da pessoa humana.”.

## Corpo redacional
O texto da referida Lei Fundamental é organizado em uma literatura de 365 artigos e tendo ainda 59 artigos compondo o Ato das Disposições Transitórias, assim a literatura totaliza 422 artigos.

## Constituintes
O texto tem as assinaturas dos seguintes membros da Assembleia Constituinte Distrital:
Agnelo Queiroz (PC do B), Aroldo Satake (PP), Benício Tavares (PP), Carlos Alberto (PPS), Cláudio Monteiro (PDT), Edimar Pireneus (PP), Eurípedes Camargo (PT), Fernando Naves (PP), Geraldo Magela (PT), Gilson Araújo (PP), Jorge Cauhy (PL), José Edmar (PFL), José Ornellas (PL), Lúcia Carvalho (PT), Manoel Andrade (PP), Maria de Lourdes Abadia (PSDB), Maurílio Silva (PP),Padre Jonas (PP), Pedro Celso (PT), Peniel Pacheco (PTB), Rose Mary Miranda (PP), Salviano Guimarães (PSDB), Tadeu Roriz (PP) e Wasny de Roure (PT).